# Сестри Тельнюк
«ТЕЛЬНЮК: Сестри» (також «Се́стри Тельню́к») — український вокальний дует народних артисток України Лесі та Галі Тельнюк.
Серед здобутків — студійні альбоми, театральні постановки, премія імені Василя Стуса за збереження та пропаганду української культури.
У репертуарі дуету пісні на вірші Т. Шевченка, П. Тичини, Є. Маланюка, Б.-І. Антонича, В. Стуса, Л. Костенко, О. Забужко та інші.

## Творча біографія колективу
Дует як професійний колектив сформувався в 1986 році. Критика кваліфікує творчість артисток як «ковток свіжого повітря», «ліки від розпачу», «містерію слова й музики», справедливо вважаючи дует «останнім бастіоном високої поезії та музики у просторі сучасної української пісні». Справді, вони одні з небагатьох українських виконавців використовують поезію і виступають винятково без фонограм (як в акустиці так і в електроніці)[джерело?], дотримуючись найвищих фахових вимог.

### Передісторія
З раннього дитинства Лесю та Галю оточували поезія, музика, живопис, — як українська, так і найкращі зразки світової. Їхній батько Станіслав Тельнюк — український письменник, літературознавець, поет, перекладач, а мати Неллі Копилова — філолог, перекладач зі східних мов, редактор. Атмосфера поетичного слова, з його ритмами, фарбами, мелодикою, стала невід'ємною та органічною у формуванні світоглядної позиції майбутніх артисток.
Перші музичні твори сестри почали створювати у 13-літньому віці: рок-балади, ескізи, пастелі, елегії, пісні для хорового виконання на вірші поетів-класиків української літератури.
Перші серйозні спроби аранжування власних пісень Леся та Галя довірили талановитому композиторові — Олександрові Мельнику. Це було початком творчої співпраці («Я стою на кручі…», «Не дивися так привітно…», «Арфами…»).

## Хронологія, творчі контакти

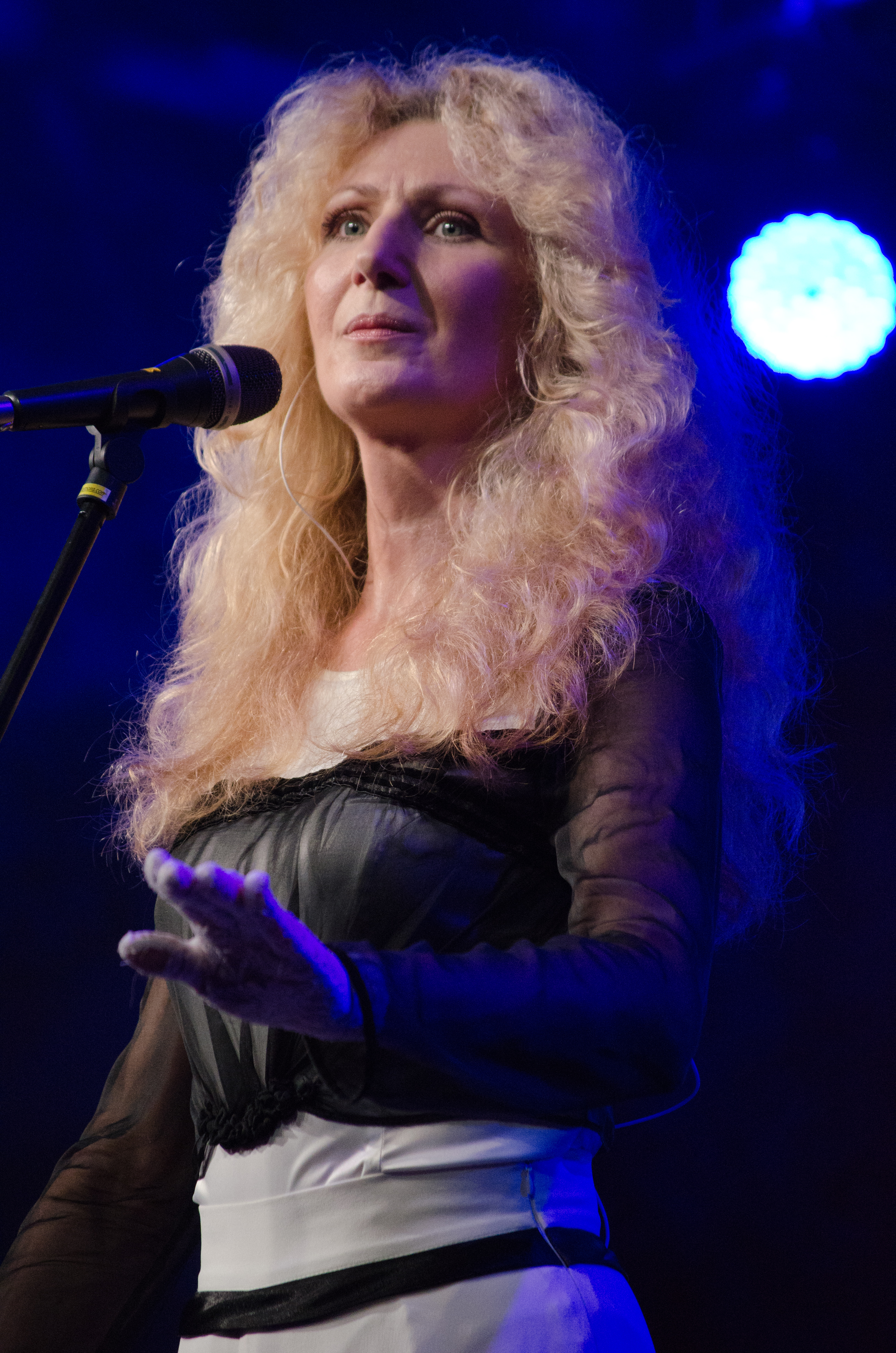
Леся Тельнюк під час виступу колективу на церемонії нагородження від «Коронації слова 2013»

За рік від початку відліку професійної діяльності «Сестри» стають лауреатками національного конкурсу «Нові Імена» (1987).
Відзначені дипломами на першій та другій «Червоній Руті» (1989, 1991). Перші пісні були створені на вірші Павла Тичини, творчість якого досліджував Станіслав Тельнюк.
Перша «Червона рута» 1989 року. Пісня «Пролетіло літо» — слова Тамари Мезенцевої, музика Олександра Мельника, у виконанні сестер Тельнюк — стала найкращою піснею фестивалю. Альбоми «Мить», «Леся та Галя» та майже з десяток пісень поза збірками продовжили цю творчу співпрацю.
У тих же 90-х, в репертуарі дуету з'явилися пісні та аранжування створені молодим, яскравим композитором Андрієм Шустом («Сокіл», «Літо краснеє минуло…»).
З появою у творчій орбіті сестер піаніста та композитора Івана Давиденка з'явилися цікаві пісні з новим звучанням («Ображайся», «Під дощем», «Офелія», «Поруч з тобою»). Поступово, до цієї роботи з Іваном Давиденком, долучилися такі талановиті музиканти, як Євген Бортничук, Олег Путятін, Ігор Середа. У такому складі почав створюватися альбом «Тиша і грім».
У 1997 році спільно з гітаристом Міком Тейлором (екс «Ролінг Стоунс») було записано пісню «Моє марне кохання» (Love in vain). Цікаво, що цей блюз звучить українською мовою з колоритним звучанням бандури.
Наприкінці 90-х, до 60-річчя з дня народження видатного українського поета Василя Стуса, у співпраці з сином поета — Дмитром Стусом, а також актрисою Галиною Стефановою, бардом, композитором Сергієм Морозом, була створена програма «Гойдається вечора зламана віть…», цикл виступів із Раїсою Недашківською. Також пам'яті поета була присвячена програма «На межі», яку почули та побачили канадські слухачі. Сестрам була присуджена премія імені Василя Стуса (1998) за збереження та пропаганду української культури.
2000—2001 рік. Відбулася перша спроба творчої співпраці з театром. У Львівському драматичному театрі імені Марії Заньковецької, на чолі з художнім керівником — Народним артистом України, лауреатом Шевченківської премії Федором Стригуном, було поставлено контроверсійну виставу «У. Б. Н.» (Український Буржуазний Націоналіст). Режисер — Мирослав Гринишин, автор тексту — Галина Тельнюк, автор музики пісень до вистави — Леся Тельнюк. Драма «У. Б. Н.» стала культурним та політичним явищем, з успіхом пройшла містами України.
Цікавою та оригінальною версією «У. Б. Н.» є постановка Волинського обласного драматичного театру.
Творчі та дружні стосунки поєднують, вже багато років, дует «Сестри Тельнюк» з викладачем з класу бандури Одеської державної консерваторії — Ніною Морозевич, яка є лідером тріо бандуристок «Мальви» — Одеської державної філармонії. Цей колектив має в своєму репертуарі декілька пісень сестер Тельнюк, які з успіхом виконує на своїх численних концертах вдома та за кордоном.
Нові, оригінальні ідеї пов'язують Галю та Лесю з українським бандуристом, сучасним майстром із виготовлення бандур — Романом Гриньківим.
У своїх закордонних турне сестри спілкуються з багатьма людьми. Це і творчі зустрічі, і спільні виступи та проєкти з різними музикантами, артистами, як американцями, канадцями, так і українцями. Серед них, найяскравіші: Василь Попадюк — скрипаль (Україна, Канада), Юліан Китастий — бандурист (США).
У Канаді відбулося знайомство з художником Ігорем Поліщуком і вже за кілька років виник модерний проєкт «Над нами небо» — сплав музики, поезії та живопису; мультимедійне шоу, до якого увійшли картини, пісні, відео. Десять міст Америки та Канади мали змогу побачити і почути це новаторське дійство.
Дует брав участь у багатьох спільних проєктах. Це випуск аудіо дисків:
- «Українські колискові»
- «Крути. Концерт для ангелів»
- «Фестиваль у Монреалі»
- «Живий голос Василя Стуса»
- «Кобзар».

Восени 2008 року спільно з Дмитром Стусом та Романом Семисалом був створений проєкт «Стусове коло», про знаменну постать в українській історії, Людину-легенду, поета, перекладача Василя Стуса. Режисер: Сергій Проскурня.
8-17 грудня 2008 пройшли спільні з «Кому вниз» гастролі. Програму «Вітер століть», спільно створену гуртами, побачили й почули міста: Одеса, Херсон, Кривий Ріг, Кропивницький, Суми, Харків, Дніпропетровськ.
У 2009 році сестри долучились до «АнтоничФесту» — святкування сторіччя з дня народження Б.-І. Антонича, що проводився митцями та молодіжними організаціями на громадських засадах (без підтримки владних та бізнесових кіл). Окрім виступу на концертній сцені фестивалю, 7 жовтня 2009 був презентований диск «Назавжди. Богдан-Ігор Антонич». На ньому — 5 пісенних інтерпретацій поезії Антонича «Назавжди», пісні українською та французькою мовами, записані разом із гуртами «Мертвий півень», «АбыМС» та Олександром Мельником.
22 січня 2010 року  в Кінопалаці відбулася прем'єра музичного фільму «Тельнюк: Rehearsal». Відомий на Заході формат rehearsal (відеозапис репетиції) був вперше в Україні застосований режисером Олександром Усіком до концертної програми Сестер «Жовта кульбаба». 13 серпня 2009 року на студії звукозапису «КОМОРА» українські музиканти впустили знімальну групу на репетицію й відзняли без дублів свою програму:
|  | Леся та Галя, таким чином, запросили глядача до найінтимнішого – творення мови своїх пісень. Пошук виразності в кожному акорді й русі, пошук щирості й гармонії між музикантами і власне музикою, пошук, що після репетиції перетвориться на впевнену ходу до слухача, – усе це наново відкривається, розкадровується в REHEARSAL. |

Сестри створили ряд ескізів пісень на вірші Оксани Забужко. У липні 2010 року вони виконувались у домашній студії в присутності авторки. Відеозаписи ескізів на вірші «Жінка з цитринами», «А музика щемна», «Я згоряю від ніжності», «Автопортрет без ревнощів», «Відлопотиш дощами» можна знайти на YouTube. Пізніше за ескізами було створено повноцінні пісні, що ввійшли до альбому «Дорога зі скла».
У березні того ж року відбулась презентація нового альбому Сестер — «СОНМО». Навесні пройшов тур декількома містами країни, він завершився грандіозним концертом у Київській Опереті. Концерт із представленою програмою відбувався в Києві вдруге і він пройшов з заповненою залою, яка вітала артисток стоячи. Серед публіки був, зокрема, президент України В. Ющенко.
У 2012 вийшов альбом «Дорога зі скла», пісні якого написані переважно на слова Оксани Забужко. 2014 більшість треків альбому були записані наживо в канадській Glenn Gould Studio.

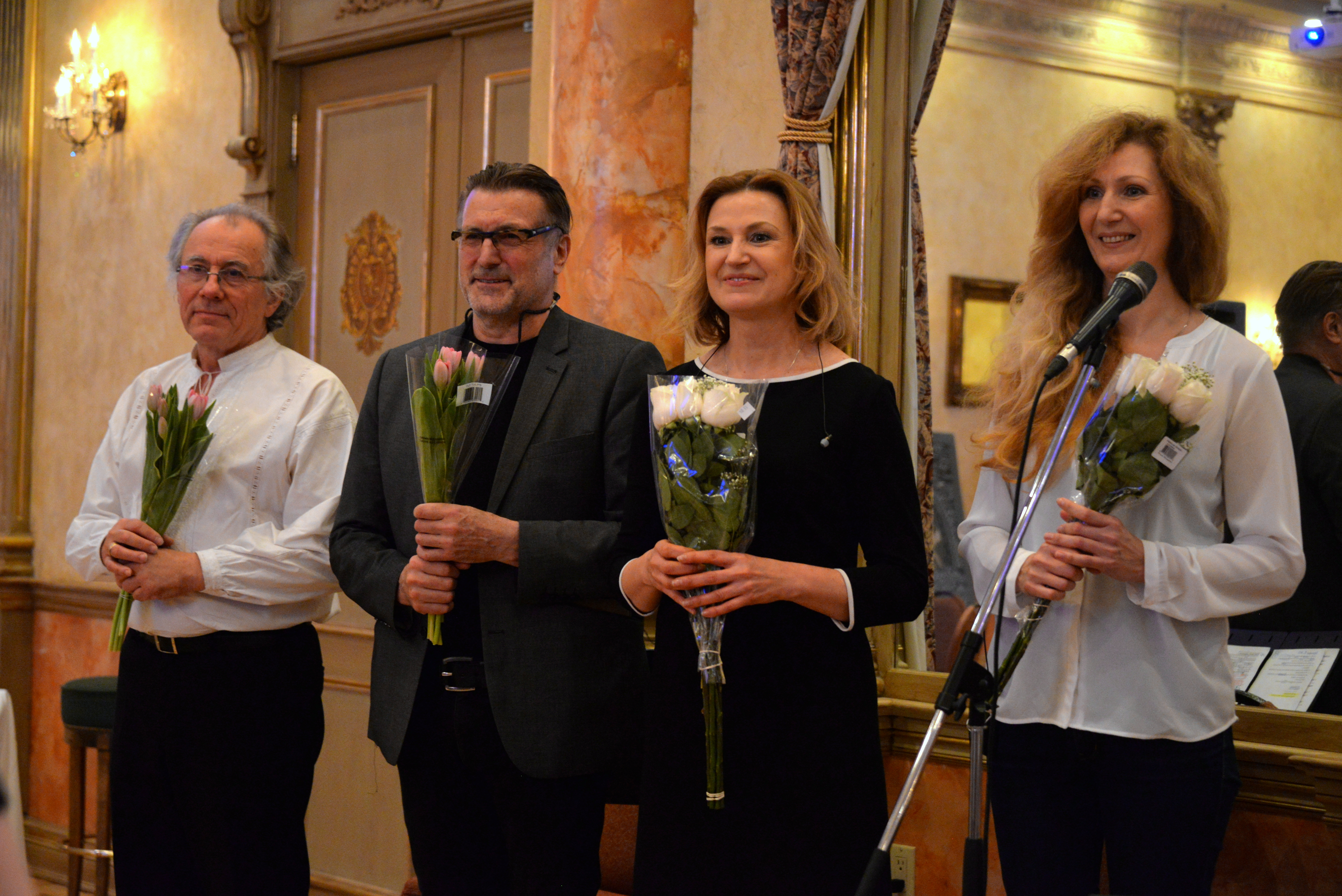
Віктор Морозов, Григорій Гладій і сестри Тельнюк на концерті «Наш Шевченко: шлях до свободи» в Торонто, травень 2016

Сестри займаються громадською діяльністю. 2014 разом з Іваном Леньом з KozakSystem була записана композиція «Повертайся живим» на слова Ірини Цілик. Пізніше ця ж композиція була виконана спільно з ведучими каналу 1+1.
Наприкінці 2015 року сестри Тельнюк створили літературно-музичну композицію «Наш Шевченко: шлях до свободи», з якою вони об'їздили багато міст в Україні і за кордоном та вже більше тисячі музикантів з різними камерними оркестрами зіграло цей проєкт. Сестри Тельнюк потрактували Шевченка «…майже як родича», опрацювавши хрестоматійні вірші поета з великою любов'ю і теплотою. На гастролях по Канаді у проєкті брали участь Віктор Морозов і Григорій Гладій.

## Характеристика творчості
Маючи природний смак та хорошу професійну підготовку, Леся та Галя залишаються вірними собі та працюють лише з найкращими поетичними зразками. В їхньому репертуарі є філософські балади, романси, фольк-рокові композиції, ескізи, а капела, пісні з елементами медитативної мело-декламації, джаз-року та trip-hop.
Кожен новий альбом — це своєрідний експеримент, проба нового стилю, нового світосприйняття, як у виборі текстів, так і музичного супроводу: від акустично-академічної суворості до фолк-рокової свободи.
Музиканти, які працюють з дуетом, а це чудові джаз-рокові музиканти Олег Путятін та Євген Бортничук мають величезне поле для імпровізації, але у суворому стилістичному полі, яке задає Леся Тельнюк, композитор майже усіх пісень дуету. Музика передає поетичне слово (що є первинним у піснях Сестер) темброво-інтонаційним кодом, який занурює слухача в певний езотеричний світ і вже не потребує перекладу та розшифровування.
Також дует «Сестри Тельнюк» працює з академічними музикантами (струнний квартет державного радіо України), використовують різні національно-етнічні інструменти: сопілки, дримбу, ударні музичні інструменти. Леся працює в дуеті ще як інструменталіст, супроводжуючи майже всі пісні грою на бандурі.
Концерти «Сестер Тельнюк» це — стримане сповідально-театральне дійство з філософською концепцією пошуку сенсу буття в собі.
Виступи «Сестер Тельнюк» — це своєрідні літературно-музичні композиції, синтез поезії та співу. Вони завжди мають вибудовану драматургію і чітко окреслене коло образів: митець і суспільство, внутрішня свобода як необхідна умова творчості, пошуки самототожності, сенсу буття. На концертах Галі й Лесі слухач поринає у дивну атмосферу. Він наче присутній на якомусь дійстві для втаємничених, і водночас почувається ніби в колі добрих приятелів. Це з ним особисто ведуть свій тонкий і щирий діалог Сестри Тельнюк.

## Учасниці дуету
- Репецька Леся Станіславівна, нар. 26 лютого 1964 року, народна артистка України
- Батьковська Галина Станіславівна, нар. 23 травня 1965 року, народна артистка України

## Дискографія
- 1991 — Мить Кобза
- 1994 — Галя і Леся Комора
- 1998 — Тиша і грім Оберіг XXI
- 2000 — Live in Canada Оберіг XXI
- 2001 — У. Б. Н.: пісні з вистави Атлантик
- 2002 — Вітер століть
- 2003 — Жар-птиці Атлантик
- 2005 — Вибране 1CD Атлантик
- 2005 — Вибране 2CD Атлантик
- 2007 — Жовта кульбаба Comp Music Ltd.
- 2008 — ТЕЛЬНЮК: назавжди Богдан-Ігор Антонич СПД Мельничук
- 2009 — ТЕЛЬНЮК: Live Comp Music Ltd.
- 2010 — ТЕЛЬНЮК: Rehearsal DVD Comp Music Ltd.
- 2010 — СОНМО Comp Music Ltd.
- 2010 — Моє серце в верховині інтернет реліз
- 2011 — ІНКРУСТАЦІЇ: пісні з вистави інтернет реліз
- 2012 — Дорога зі скла: LIVE Комора
- 2014 — live at the Glenn Gould Studio
- 2015 — ТЕЛЬНЮК: Наш Шевченко
- 2020 — ТЕЛЬНЮК: In Jazz
- 2021 — ТЕЛЬНЮК: різдвяні пісні

## Нагороди
- 1987 — лауреати конкурсу «Нові імена»
- 1989 — лауреати фестивалю «Червона Рута»
- 1991 — лауреати фестивалю «Червона Рута»
- 1998 — премія Василя Стуса за внесок у розвиток та збереження української культури
- 2009 — заслужені артистки України
- 2015 — лауреати Всеукраїнської премії «Жінка III тисячоліття» в номінації «Рейтинг»
- 2019 — народні артистки України[1]